# Besslingen
Besslingen är en sjö i Lindesbergs kommun och Örebro kommun i Västmanland och ingår i Norrströms huvudavrinningsområde. Sjön har en area på 0,235 kvadratkilometer och ligger 57,1 meter över havet. Sjön avvattnas av vattendraget Strågbäcken.

## Delavrinningsområde
Besslingen ingår i det delavrinningsområde (659045-147237) som SMHI kallar för Mynnar i Väringen. Medelhöjden är 48 meter över havet och ytan är 14,82 kvadratkilometer. Det finns inga avrinningsområden uppströms utan avrinningsområdet är högsta punkten. Strågbäcken som avvattnar avrinningsområdet har biflödesordning 3, vilket innebär att vattnet flödar genom totalt 3 vattendrag innan det når havet efter 189 kilometer. Avrinningsområdet består mestadels av skog (58 procent), öppen mark (10 procent) och jordbruk (20 procent). Avrinningsområdet har 0,24 kvadratkilometer vattenytor vilket ger det en sjöprocent på 1,6 procent.